# Paratelmatoscopus permistus
Paratelmatoscopus permistus és una espècie d'insecte dípter pertanyent a la família dels psicòdids que es troba a Indonèsia: Irian Jaya.